# Gare d'Aalter
La gare d'Aalter (en néerlandais : station Aalter) est une gare ferroviaire belge de la ligne 50A, de Bruxelles-Midi à Ostende, située à proximité du centre d'Aalter, dans la province de Flandre-Orientale en Région flamande.
Elle est mise en service en 1838 par l'administration des chemins de fer de l'État belge. C'est une gare de la Société nationale des chemins de fer belges (SNCB) desservie par des trains InterCity (IC), Omnibus (L) et d'Heure de pointe (P).

## Situation ferroviaire
Établie à 15 mètres d'altitude, la gare d'Aalter est située au point kilométrique (PK) 71,456 de la ligne 50A, de Bruxelles-Midi à Ostende, entre les gares de Bellem et de Maria-Aalter.

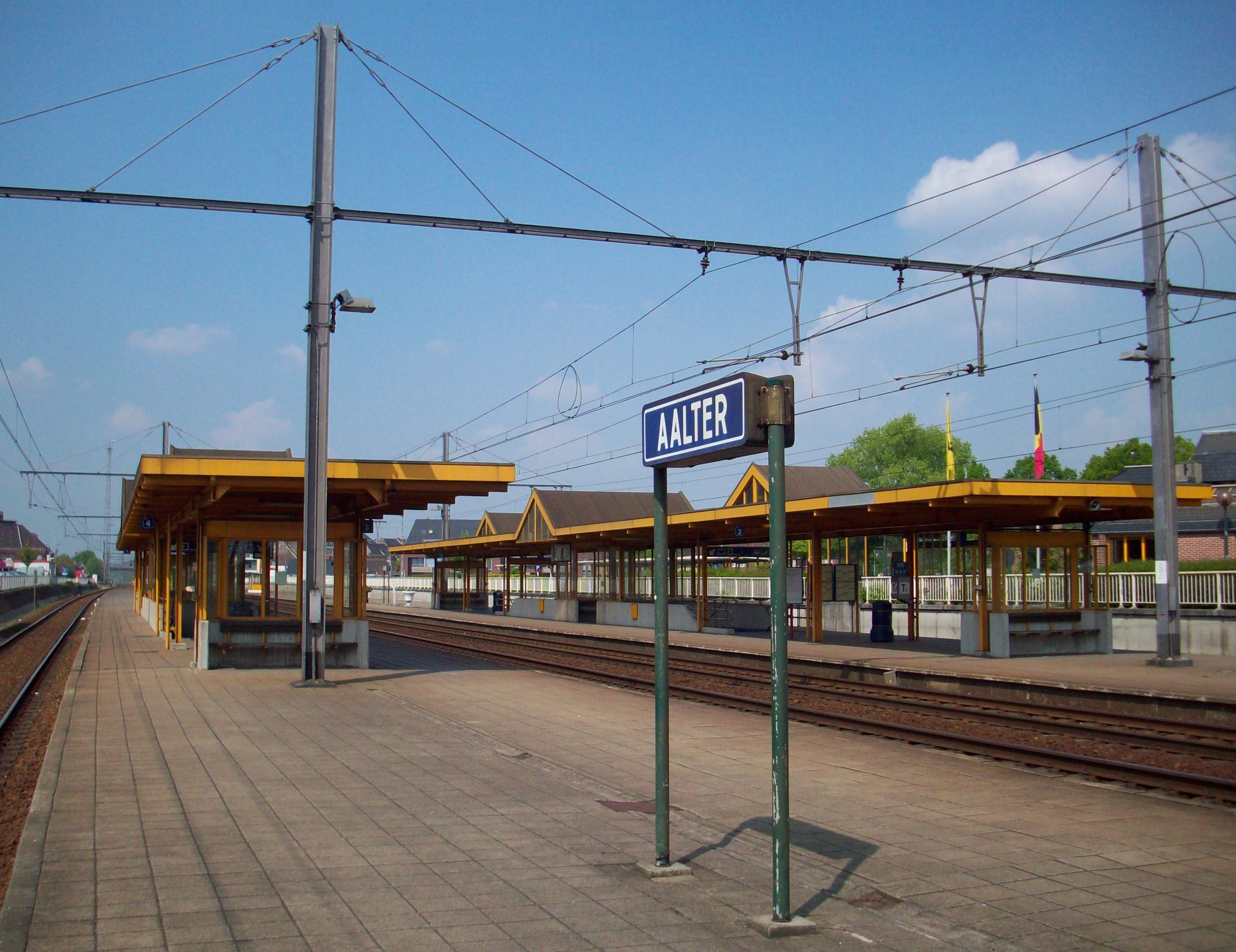
Intérieur de la gare.

## Historique

### Histoire
La « station d'Aeltre » est mise en service le 12 août 1838 par l'administration des chemins de fer de l'État belge, lorsqu'elle ouvre à l'exploitation la ligne de Gand à Bruges. Aeltre ou Aelter est alors une importante commune de 5 400 habitants, qui dépend du district de Gand.

### Nom de la gare
Lors de sa mise en service en 1838, la station est dénommée « Aeltre », puis « Aeltre/Aalter », elle devient uniquement « Aalter ».

## Service des voyageurs

### Accueil
Gare SNCB, elle dispose d'un bâtiment voyageurs, avec guichet, ouvert tous les jours et d'une consigne à bagages. Des aménagements, équipements et services sont à la disposition des personnes à la mobilité réduite. 
Un souterrain permet la traversée des voies et le passage d'un quai à l'autre.

### Desserte
Aalter est desservie par des trains InterCity (IC), Omnibus (L) et d'Heure de pointe (P) de la SNCB, qui effectuent des missions sur la ligne 50A (Bruxelles - Ostende / Blankenberge / Knokke / Zeebrugge) (voir brochure SNCB).

#### Semaine
Aalter est desservie par les trains suivants, cadencés à l'heure :
- un train IC-03 entre Genk et Blankenberge via Hasselt, Louvain, Bruxelles, Gand et Bruges ;
- un train IC-03 entre Brussels-Airport-Zaventem et Knokke ;
- un train L entre Malines et Zeebrugge-Dorp (Zeebrugge-Strand en été) via Bruges, Gand et Termonde.

De nombreux trains P se rajoutent à cette desserte :
- deux trains P rapides entre Ostende et Scharbeek (Bruxelles) le matin, dans l'autre sens le soir ;
- deux trains P entre Bruges et Gand-Saint-Pierre le matin, un autre vers midi et un l'après-midi ;
- un train P entre Gand-Saint-Pierre et Bruges le matin, un autre vers midi et trois en fin d'après-midi.

Durant les vacances d’été, certains trains touristiques (ICT) Anvers-Central - Gand - Blankenberge y marquent l’arrêt.

#### Week-ends et fériés
Les mêmes trains IC qu'en semaine desservent Aalter.
La gare est desservie par des trains L toutes les heures, limités au trajet Zeebrugge-Strand - Bruges - Gand-Saint-Pierre.

### Intermodalité
Un parc pour les vélos et un parking pour les véhicules sont aménagés de chaque côté des voies. Des bus desservent la gare.

## Comptage voyageurs
Ce graphique et tableau montre le nombre de voyageurs embarquant en moyenne durant la semaine, le samedi et le dimanche.
| Nombre de passagers qui embarquent à la gare d'Aalter | Nombre de passagers qui embarquent à la gare d'Aalter | Nombre de passagers qui embarquent à la gare d'Aalter | Nombre de passagers qui embarquent à la gare d'Aalter |
|                                                       | Semaine                                               | Samedi                                                | Dimanche                                              |
| ----------------------------------------------------- | ----------------------------------------------------- | ----------------------------------------------------- | ----------------------------------------------------- |
| 1977                                                  | 1 468                                                 | 278                                                   | 181                                                   |
| 1978                                                  | 1 432                                                 | 226                                                   | 212                                                   |
| 1979                                                  | 1 279                                                 | 235                                                   | 179                                                   |
| 1980                                                  | 1 501                                                 | 253                                                   | 258                                                   |
| 1981                                                  | 1 638                                                 | 309                                                   | 283                                                   |
| 1982                                                  | 1 628                                                 | 308                                                   | 258                                                   |
| 1983                                                  | 1 740                                                 | 265                                                   | 307                                                   |
| 1984                                                  | 1 899                                                 | 295                                                   | 278                                                   |
| 1985                                                  | 1 736                                                 | 264                                                   | 314                                                   |
| 1986                                                  | 1 568                                                 | 266                                                   | 292                                                   |
| 1987                                                  | 1 606                                                 | 249                                                   | 266                                                   |
| 1988                                                  | 1 757                                                 | 300                                                   | 238                                                   |
| 1989                                                  | 1 438                                                 | 232                                                   | 226                                                   |
| 1990                                                  | 1 631                                                 | 288                                                   | 256                                                   |
| 1991                                                  | 1 714                                                 | 260                                                   | 249                                                   |
| 1992                                                  | 1 540                                                 | 270                                                   | 254                                                   |
| 1993                                                  | 1 316                                                 | 256                                                   | 280                                                   |
| 1994                                                  | 1 441                                                 | 137                                                   | 270                                                   |
| 1995                                                  | 1 459                                                 | 301                                                   | 317                                                   |
| 1996                                                  | 1 423                                                 | 355                                                   | 263                                                   |
| 1997                                                  | 1 474                                                 | 341                                                   | 247                                                   |
| 1998                                                  | 1 495                                                 | 337                                                   | 253                                                   |
| 1999                                                  | 1 339                                                 | 290                                                   | 219                                                   |
| 2000                                                  | 1 481                                                 | 394                                                   | 384                                                   |
| 2001                                                  | 1 453                                                 | 378                                                   | 416                                                   |
| 2002                                                  | 1 430                                                 | 422                                                   | 407                                                   |
| 2003                                                  | 1 705                                                 | 562                                                   | 446                                                   |
| 2004                                                  | 1 481                                                 | 554                                                   | 469                                                   |
| 2005                                                  | 1 803                                                 | 554                                                   | 448                                                   |
| 2006                                                  | 1 696                                                 | 595                                                   | 554                                                   |
| 2007                                                  | 1 911                                                 | 587                                                   | 540                                                   |
| 2008                                                  | -                                                     | -                                                     | -                                                     |
| 2009                                                  | 2 099                                                 | 626                                                   | 612                                                   |
| 2010                                                  | -                                                     | -                                                     | -                                                     |
| 2011                                                  | -                                                     | -                                                     | -                                                     |
| 2012                                                  | 2 114                                                 | 720                                                   | 709                                                   |
| 2013                                                  | 1 936                                                 | 733                                                   | 667                                                   |
| 2014                                                  | 2 017                                                 | 549                                                   | 643                                                   |
| 2015                                                  | 1 957                                                 | 526                                                   | 536                                                   |
| 2016                                                  | 1 951                                                 | 620                                                   | 864                                                   |
| 2017                                                  | 2 070                                                 | 753                                                   | 871                                                   |
| 2018                                                  | 2 178                                                 | 981                                                   | 765                                                   |
| 2019                                                  | 2 288                                                 | 1 055                                                 | 855                                                   |
| 2020                                                  | 1 353                                                 | 472                                                   | 458                                                   |
| 2021                                                  | -                                                     | -                                                     | -                                                     |
| 2022                                                  | 2 278                                                 | 1 006                                                 | 776                                                   |
| 2023                                                  | 2 021                                                 | 794                                                   | 807                                                   |
| 2024                                                  | 2 348                                                 | 622                                                   | 620                                                   |

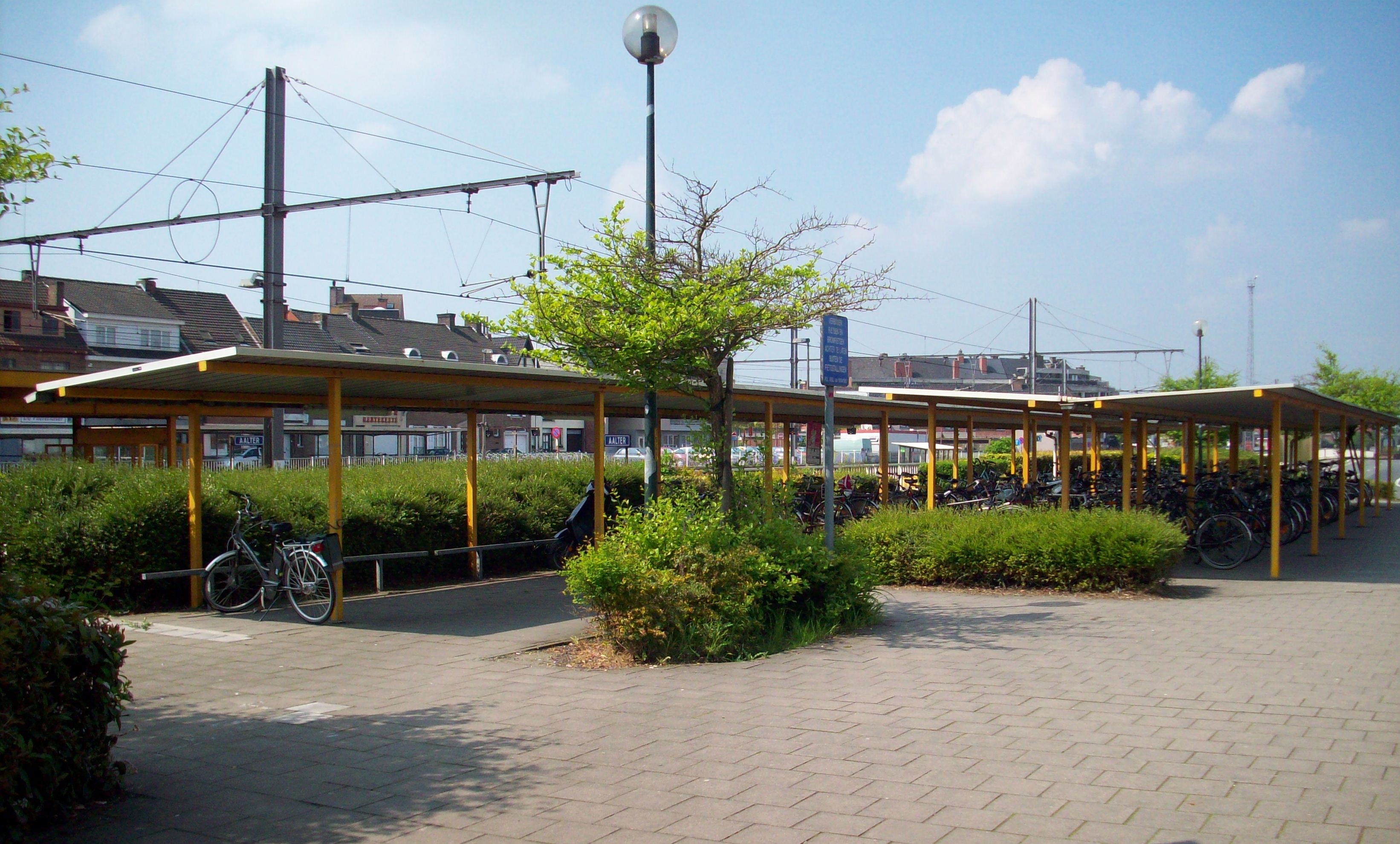
Parc à vélos.
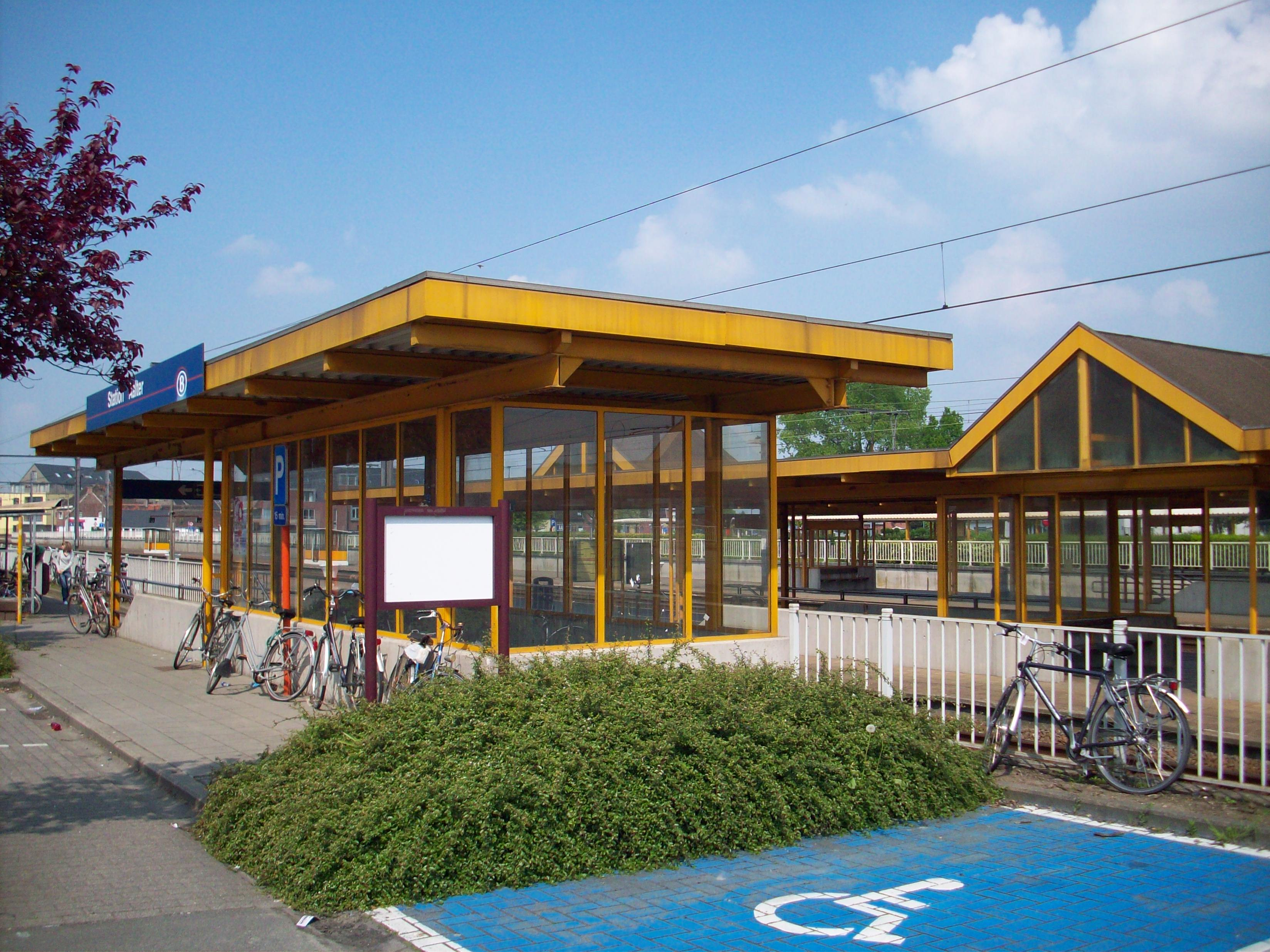
Entrée sud.
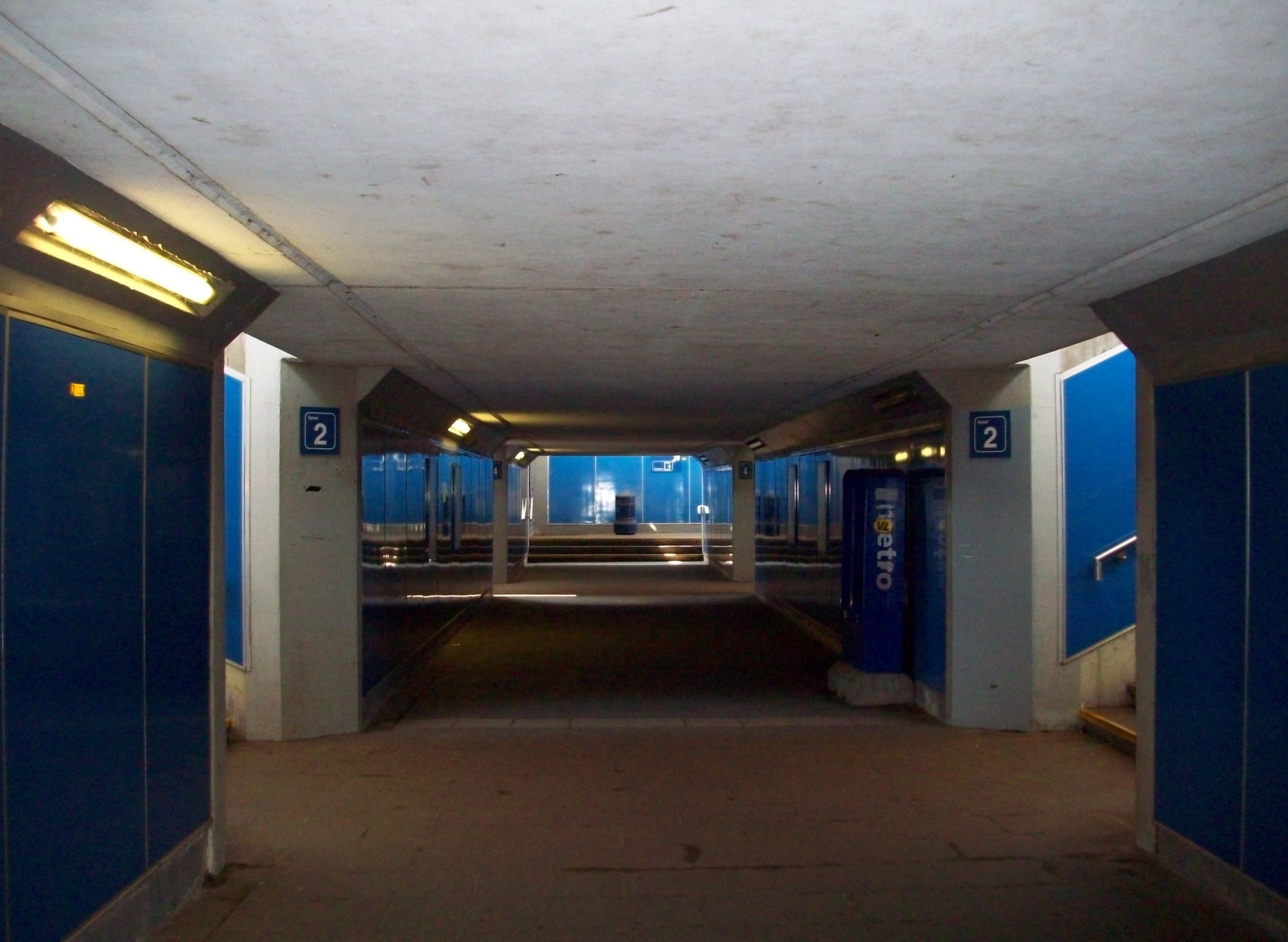
Passage sous les voies.
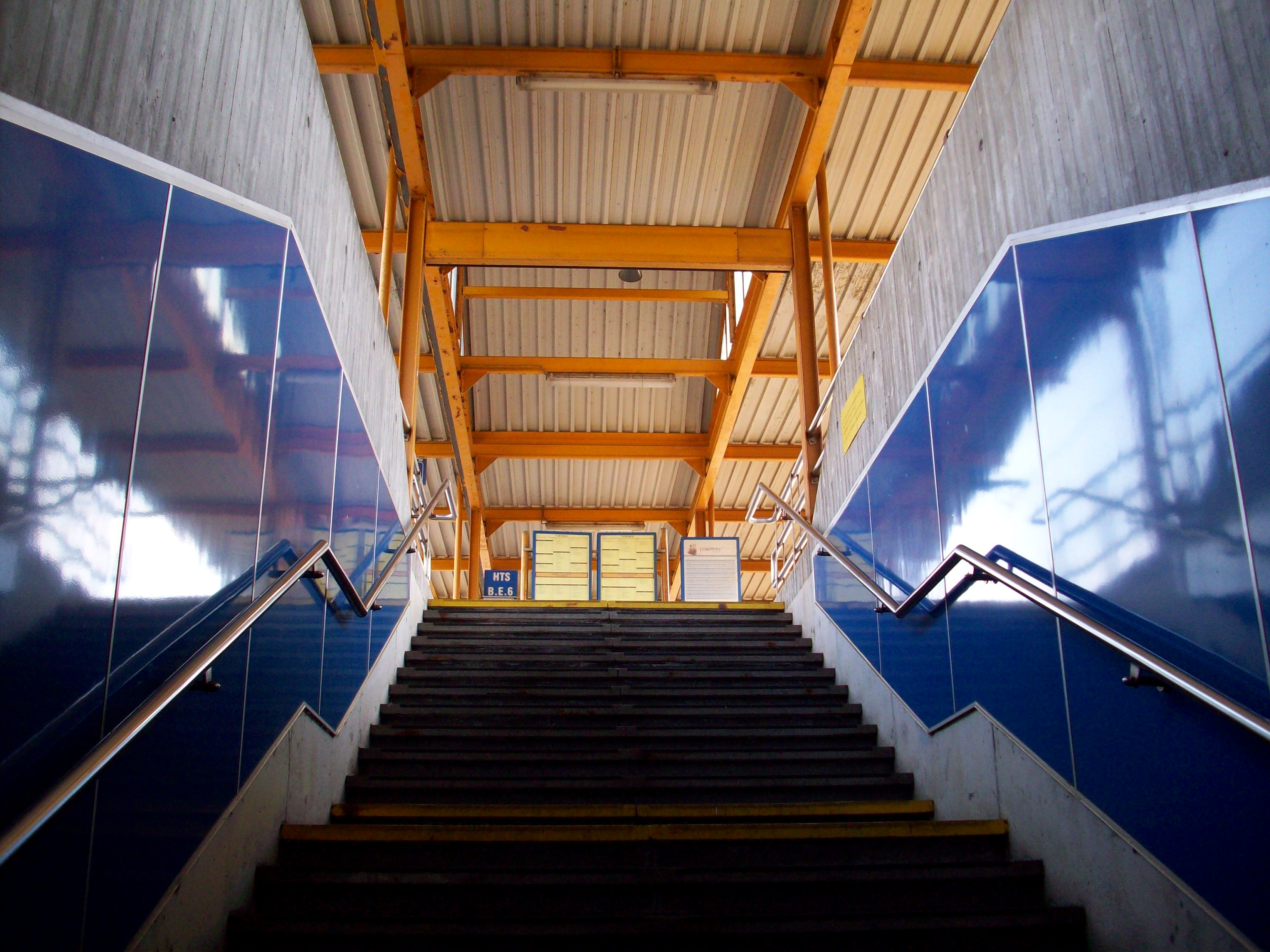
Escalier d'accès au quai.

## Projet et travaux (2012-2016)
Dans le cadre du doublement de la ligne, la gare d'Aalter va être réaménagée (2012-2016). Il est notamment prévu : la reprise et l'allongement des quais, le remplacement des abris de quai, la rénovation du passage sous voie avec l'installation de nouveaux ascenseurs et escaliers pour l'accès aux quais.